# ホン＝オウ＝マンデル効果
ホン＝オウ＝マンデル効果（ホンオウマンデルこうか、英：Hong–Ou–Mandel effect）は量子光学における2光子の干渉効果である。

## 解説
この効果は1987年にロチェスター大学の3人の物理学者、チュン・キー・ホン (홍정기) 、ゼユ・オウ (区沢宇) 、レナード・マンデル（Leonard Mandel、英語版）らによって実証された。
この効果は2つの等しい光子が、反射率と透過率が1:1のビームスプリッターの2つの入力部分に、それぞれ1つずつ入射した場合に生じる。
もしそれらの光子が完全に同時にビームスプリッターに入射した場合、2光子はビームスプリッターから常に同一の出力モードに放出される。
つまり、ビームスプリッターの2つの出力部に、それぞれ1光子が放出される事象は起こらない。
それに加え、2つの光子はビームスプリッターの2つの出力モードにそれぞれ50:50の確率で（2個一緒に）出力される。
もし、それらの光子が弁別可能であれば（例えば、2光子が異なる時間に入射したり、異なる波長を持っていたりした場合）、2つの出力モードにそれぞれ1光子が出力される確率が増える。
このことを利用し、干渉計の同時計数信号を測定することで、光子の帯域幅、干渉計の経路長、光子の到着タイミングを正確に測定することができる。
この効果は光子の存在と第二量子化に基づいており、古典光学では説明不可能である。
この効果は、線形光学での量子計算（英語版）において論理ゲートを構成する物理現象の1つである（もう1つは測定の効果である）。

## 量子力学での説明

### 物理学的な説明
1光子がビームスプリッターに入射した際、反射と透過のどちらかが起こる。
このとき反射する確率は反射率によって決まる。
ここでは1:1ビームスプリッター（反射と透過の確率が等しい）を仮定する。
次に、2光子が1:1ビームスプリッターの2つの入力モードから、それぞれ1光子ずつ入射する場合を考える。
この時の光子の振る舞いは以下の4通りが考えられる：
1. 上から来た光子が反射、下から来た光子が透過される
2. 両方の光子が透過される
3. 両方の光子が反射される
4. 上から来た光子が透過、下から来た光子が反射される

今、2光子の物理的な特徴（例えば偏光、時間‐空間モード、周波数）が等しいと仮定する。

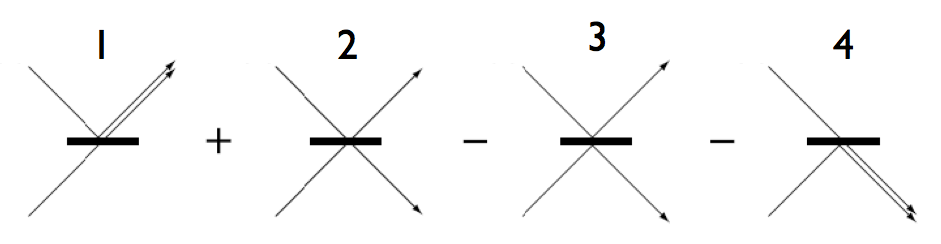
2光子の反射と透過による4つの事象の確率振幅の足し合わせによって説明できる。

ビームスプリッターでは4つの事象の内どれが実際に起きたか判別できないため、ファインマンルールに従って4つの事象の確率振幅を足しあわせる必要がある。
さらに、下から来た光子が反射された事象では、反射により光子がπの位相のずれを受けるため、重ね合わせの係数が-1となる。
これは反転対称性（もしくは量子力学の時間発展のユニタリー性）から要請される。
2光子は等価であるため、事象2と3の区別をつけることはできず、これらの確率振幅は相対位相の-1により打ち消される。
この現象は、透過/透過と反射/反射という事象の相殺的な干渉であると捉えられる。
もし光検出器をビームスプリッターの出力部の両方にそれぞれ設置した場合、それらの同時計数は全く検出できない。
一方古典光学においては、ビームスプリッターに等価なコヒーレント光を入力した場合、光はどちらか一方の出力部（正の位相を持つ方）からのみ放出される。

### 数学的な説明
ビームスプリッターの2つの光入力モードをa、bとする。
これらのモードの消滅演算子と生成演算子はそれぞれ{\displaystyle {\hat {a}}}、{\displaystyle {\hat {a}}^{\dagger }}と{\displaystyle {\hat {b}}}、{\displaystyle {\hat {b}}^{\dagger }}とする。
異なるモードに存在する等価な光子はフォック状態によって記述できる。
例えば、{\displaystyle |0\rangle _{a}}はモードaが空（真空状態）であり、モードaに1光子が存在する状態は{\displaystyle |1\rangle _{a}={\hat {a}}^{\dagger }|0\rangle _{a}}と書く。
すなわち、それぞれの入力モードに1光子が存在する状態は、
{\displaystyle |1,1\rangle _{ab}={\hat {a}}^{\dagger }{\hat {b}}^{\dagger }|0,0\rangle _{ab}}
である。
ビームスプリッターの2つの出力モードをそれぞれc、dとする。
もしモードaに1光子入力した場合、出力は重ね合わせ状態となる：
ビームスプリッターが1:1である場合、2つの出力モードのどちらも光子の放出確率は等しい、すなわち、{\displaystyle {\hat {a}}^{\dagger }|0\rangle _{a}\to {\frac {1}{\sqrt {2}}}\left({\hat {c}}^{\dagger }+{\hat {d}}^{\dagger }\right)|00\rangle _{cd}}と表せる。
またモードbの光子に対しても同様である。
従って
{\displaystyle {\hat {a}}^{\dagger }\to {\frac {{\hat {c}}^{\dagger }+{\hat {d}}^{\dagger }}{\sqrt {2}}}\quad {\text{また}}\quad {\hat {b}}^{\dagger }\to {\frac {{\hat {c}}^{\dagger }-{\hat {d}}^{\dagger }}{\sqrt {2}}}}
である。
右式において{\displaystyle {\hat {c}}^{\dagger }}と{\displaystyle {\hat {d}}^{\dagger }}の間にある負の符号は、古典的な損失の無いビームスプリッター（英語版）のユニタリー性によるものである。
このとことはビームスプリッターによる2モードの変換を行列形式で記述することでより明確に理解できる：
{\displaystyle {\begin{pmatrix}{\hat {a}}\\{\hat {b}}\end{pmatrix}}\to {\frac {1}{\sqrt {2}}}{\begin{pmatrix}1&1\\1&-1\end{pmatrix}}{\begin{pmatrix}{\hat {c}}\\{\hat {d}}\end{pmatrix}}}
同様の変換が生成演算子においても成立する。
変換のユニタリー性は行列のユニタリー性を意味する。
物理的には、この変換は光子がビームスプリッターのある面で反射されると、他の面で反射された光子に対してπの位相シフトを受け、それに対応する係数-1がかかるということを意味する（上述の物理学的な説明を参照されたい）。
2光子がビームスプリッターのそれぞれの入力モードに1光子ずつ入力された場合、2モードの状態は
{\displaystyle |1,1\rangle _{ab}={\hat {a}}^{\dagger }{\hat {b}}^{\dagger }|0,0\rangle _{ab}\to {\frac {1}{2}}\left({\hat {c}}^{\dagger }+{\hat {d}}^{\dagger }\right)\left({\hat {c}}^{\dagger }-{\hat {d}}^{\dagger }\right)|0,0\rangle _{cd}}
{\displaystyle ={\frac {1}{2}}\left({\hat {c}}^{\dagger 2}-{\hat {d}}^{\dagger 2}\right)|0,0\rangle _{cd}={\frac {|2,0\rangle _{cd}-|0,2\rangle _{cd}}{\sqrt {2}}},}
となる。
ここで、{\displaystyle {\hat {c}}^{\dagger 2}|0,0\rangle _{cd}={\hat {c}}^{\dagger }|1,0\rangle _{cd}={\sqrt {2}}|2,0\rangle _{cd}} を使った。
2つの生成演算子{\displaystyle {\hat {c}}^{\dagger }}と{\displaystyle {\hat {d}}^{\dagger }}は別の空間の演算子であるので交換可能である。
そのため、上式においてこれらの積の項は消える。
重ね合わせ状態となっている残りの項は{\displaystyle {\hat {c}}^{\dagger 2}}と{\displaystyle {\hat {d}}^{\dagger 2}}のみで表されている。
そのため、1:1のビームスプリッターに等価な2光子が入力された場合、それらはビームスプリッターの同じ出力モードに放出される（しかし2つの出力モードのうちどちらに放出されるかはランダムである）。
この結果は非古典的である：
古典光が上記と同様な変換行列を持つ古典的なビームスプリッターに入力された場合、光路dでは干渉によって打ち消されるため、光は常に光路cに出力される。
しかし量子力学から得られる結果はランダムである。
ビームスプリッターの位相を変化させることで、古典光を光路dやcとdの両方に出力させることが可能だが、量子力学での出力はこの位相に依らない。
さらに一般的な任意の反射/透過率のビームスプリッターの扱いや、任意の光子数を入力した場合についてはビームスプリッターの量子力学的な記述（英語版）を参照されたい。

### 実験的な特徴

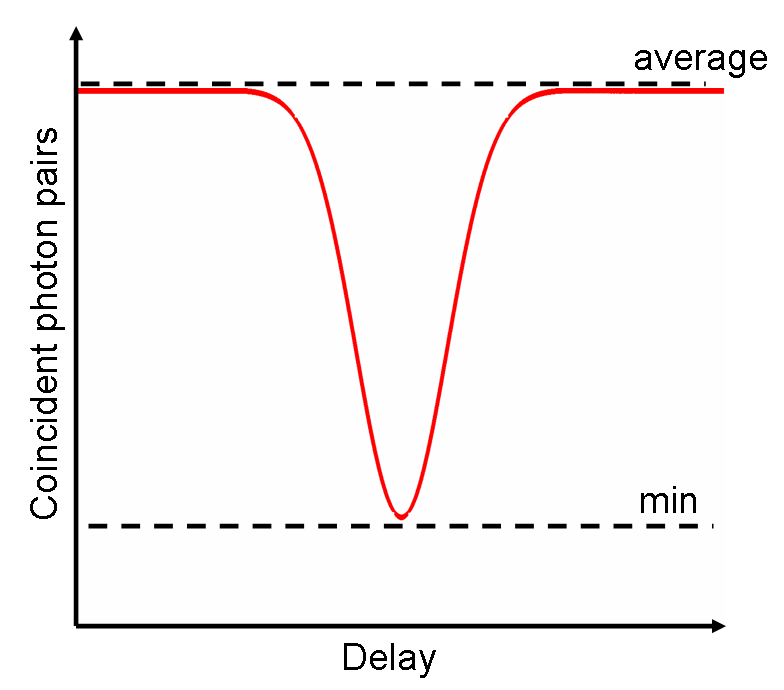
2つの単一光子の波束同士の遅延時間に対して同時計数信号をプロットした際に見られる「ホムの谷」

慣例的には、ホン＝オウ＝マンデル効果はビームスプリッターの2つの出力モードを2つの光検出器で観測することで検出できる。
2つの光検出器が同時に計数する割合は、入力される等価な2光子の時間的な波束の重なりが完全になれば0となる。
これは「ホン＝オウ＝マンデルの谷」や「ホム（HOM）の谷」と呼ばれる。
図の点線が示すように、同時計数は最小となる。
この最小値は2光子の物理的な性質が完全に一致した場合に0となる。
逆に、2光子が完全に弁別可能である場合、この谷は完全に消える。
この谷の詳細な形は入射光子波束のパワースペクトルに関連しており、それゆえに光源の物理的な発光過程によって形が決まる。
よく知られたホムの谷の形はガウス関数やローレンツ関数である。
この効果の古典的な類似事象として、2つのコヒーレント光（例えばレーザー光）のビームスプリッターでの干渉がある。
もし、コヒーレント光の位相差が（光検出器の検出時間よりも）より短時間に変動した場合、同時計数の谷が検出され、その最小値は遅延時間が十分に長いときの同時計数の平均の1/2となる。
（適切な検出閾値を設定することで最小値はさらに減らせる。）
それゆえに、古典的な干渉ではなく量子力学的な2光子干渉であると証明するためには、ホムの谷の最小値が1/2以下である必要がある。
ホン＝オウ＝マンデル効果は単一光子レベルの感度を持つイメージインテンシファイアカメラ（英語版）によって直接検出できる。
このカメラは入射してきた単一光子を低ノイズのバックグラウンドと分離して検出できる。

ホム効果のカメラによる直接検出。2光子のペアが明るい点となってビームスプリッターの出力部（左右）で検出されている。

上の写真では、2光子のペアが出ている事象がホムの谷を形成する。
ほとんどの場合、ビームスプリッターの出力に対応する左か右にペアが確認できる。
時折、2光子の間に弁別可能性が残り、左右に1光子ずつ放出されて同時計数が記録される。

## 応用と実験
ホン＝オウ＝マンデル効果は2光子の不可弁別性を測るのに利用できる。
もしホムの谷の最小値が常に0であるならば2光子は完全に弁別不能であり、逆に谷が存在しなければ2光子は弁別可能である。
2002年には、固体単一光子源からの2光子をビームスプリッターに入力することで、単一光子の純粋度を示すのにホン＝オウ＝マンデル効果が使用された。
ホムの谷の可視度Vは2光子の密度行列{\displaystyle \rho _{a}}、{\displaystyle \rho _{b}}と関連しており、
{\displaystyle V=\operatorname {Tr} (\rho _{a}\rho _{b})}
である。
もし{\displaystyle \rho _{a}=\rho _{b}=\rho }であれば、可視度は2光子の純粋度{\displaystyle P=\operatorname {Tr} (\rho ^{2})}に等しい。 
2006年、2原子が独立にそれぞれ単一光子を放出する実験が行われ、それらの光子によるホン＝オウ＝マンデル効果が観測された。
多モードのホン＝オウ＝マンデル干渉は2003年に研究されている。
さらに、ホン＝オウ＝マンデル効果は線形光学の量子計算における量子もつれ生成の基礎となっており、ホムの谷を作る2光子状態{\displaystyle |2,0\rangle +|0,2\rangle }はNOON状態（英語版）と呼ばれる単純かつ重要な状態である。
2015年、ホン＝オウ＝マンデル効果がsCMOSカメラとイメージインテンシファイアを用いて直接観測された。
さらに、同年ヘリウム4原子に対してもこの効果が観測された。
ホム効果は自発的4光波混合過程で放出される2光子波動関数を測定するのにも使用される。
2016年、異なる波長の光子による光子周波数変換器を使ったホン＝オウ＝マンデル効果が観測された。
2018年、光回路でのトポロジカルに保護された状態による高忠実度量子干渉を示すために、ホム干渉が使用された。
トポロジカルフォトニクスは原理的にコヒーレンスが良く、他の量子計算手法に比べ強磁場が必要なく、室温で動作可能である。

### 3光子の干渉
3光子の干渉効果についても実験的に確認されている。